# 安本匠
安本 匠（やすもと たくみ）は、日本の美容外科医。元TCB東京中央美容外科新宿三丁目院院長。群馬県高崎市出身。

## 来歴
2010年に山形大学医学部を卒業し、同年より山形大学医学部附属病院救命救急センターに勤務した。同時に日本海総合病院にも勤務する。山形大学医学部附属病院では2012年に心臓血管外科、2014年に同助教を、また日本海総合病院では2013年から心臓血管外科副医長を歴任した。
2015年にTCB東京中央美容外科に入職。福島院（2015年）、郡山院の院長（2016年）、仙台駅前院（2017年）を歴任し、現在は新宿三丁目院院長を務める。特別指導医、TCB運営委員会に所属し、グループの運営にも従事している。2021年にはTCBグループが表彰する「TCB Best of Bloom（TCBBB）AWARD」の4冠を達成した。
2022年に東京都内で行われたTCB東京中央美容外科の新CM発表会に参加。新CMに起用されたタレント・YouTuberのフワちゃんの「きれいな肌を維持する秘訣は何ですか」という相談に対し、「対策としては保湿、日焼けをしない、メイクで擦らないようにすることが大事ですね。肌がつるつるになってカミソリ負けしないので、脱毛もいい対策だと思いますよ」とアドバイスした。

## 著書
- 『美容外科医が教える二重整形ココだけの話』（ゴマブックス） ISBN 978-4814925438

## 主なTV出演
- THE TIME,（TBS）
- 羽鳥慎一モーニングショー（テレビ朝日）